# Josef Ladislav Mašek
Josef Ladislav Mašek (30. srpna 1838 Horní Sytová – 23. července 1901 Horní Sytová) byl rakouský a český podnikatel a politik, v 2. polovině 19. století poslanec Českého zemského sněmu a Říšské rady.

## Biografie
Od roku 1883 působil jako obchodník v Horní Sytové. V roce 1873 se stal majitelem továrny v Nové Vsi u Lomnice. Od roku 1881 byl členem Společnosti musea Království českého. Zasedal v okresním zastupitelstvu. Byl i okresním starostou. V Nové Vsi mu patřil první zděný patrový dům čp. 210 V Nové Vsi se taky podílel na vzniku sboru dobrovolných hasičů, kterému předsedal do roku 1885.
Počátkem 70. let 19. století se zapojil i do zemské politiky. V doplňovacích volbách roku 1873 byl zvolen v kurii venkovských obcí (volební obvod Jičín, Lomnice, Sobotka, Libáň) do Českého zemského sněmu. V rámci tehdejší české politiky pasivní rezistence (bojkot zemského sněmu) ovšem odmítl mandát převzít a byl opakovaně zbavován pro absenci poslaneckého křesla a znovu manifestačně volen. Uspěl takto v doplňovací volbách v roce 1874, volbách roku 1875, roku 1876 a 1877. Mandát obhájil i v řádných volbách v roce 1878, opět za svůj volební okrsek, po nichž již mandát aktivně převzal. Zvolen byl také v následujících volbách v roce 1883 a volbách v roce 1889. Politicky patřil k staročeské straně.
Zasedal také v Říšské radě (celostátní zákonodárný sbor), kam usedl ve volbách do Říšské rady roku 1873. Zastupoval kurii venkovských obcí, obvod Jičín, Hořice atd. Z politických důvodů se nedostavil do sněmovny, čímž byl jeho mandát i přes opakované zvolení prohlášen za zaniklý. Mandát zde obhájil ve volbách do Říšské rady roku 1879, nyní již aktivně převzal výkon poslaneckého postu. Rezignaci na mandát oznámil na schůzi 20. ledna 1882. Ve volbách do Říšské rady roku 1885 se do vídeňského parlamentu vrátil.
Po volbách v roce 1879 se na Říšské radě připojil k Českému klubu (jednotné parlamentní zastoupení, do kterého se sdružili staročeši, mladočeši, česká konzervativní šlechta a moravští národní poslanci). Jako člen parlamentního Českého klubu se uvádí i po volbách v roce 1885.